# Брюс (Аризона)
Брюс (англ. Bryce) — переписна місцевість (CDP) в США, в окрузі Грем штату Аризона. Населення — 173 особи (2020).

## Географія
Брюс розташований за координатами 32°55′33″ пн. ш. 109°49′23″ зх. д. / 32.92583° пн. ш. 109.82306° зх. д. (32.925827, -109.823078).  За даними Бюро перепису населення США в 2010 році переписна місцевість мала площу 2,18 км², уся площа — суходіл.

## Демографія
Згідно з переписом 2010 року, у переписній місцевості мешкало 175 осіб у 55 домогосподарствах у складі 42 родин. Густота населення становила 80 осіб/км².  Було 60 помешкань (28/км²).
Расовий склад населення:
| - 83,4 % — білих - 8,0 % — корінних американців - 6,3 % — осіб інших рас |

До двох чи більше рас належало 2,3 %. Частка іспаномовних становила 17,7 % від усіх жителів.
За віковим діапазоном населення розподілялося таким чином: 39,4 % — особи молодші 18 років, 52,6 % — особи у віці 18—64 років, 8,0 % — особи у віці 65 років та старші. Медіана віку мешканця становила 31,3 року. На 100 осіб жіночої статі у переписній місцевості припадало 90,2 чоловіків;  на 100 жінок у віці від 18 років та старших — 79,7 чоловіків також старших 18 років.
Середній дохід на одне домашнє господарство  становив 61 124 долари США (медіана — 56 771), а середній дохід на одну сім'ю — 61 124 долари (медіана — 56 771). 
Цивільне працевлаштоване населення становило 23 особи. Основні галузі зайнятості: сільське господарство, лісництво, риболовля — 52,2 %, інформація — 30,4 %, оптова торгівля — 8,7 %, публічна адміністрація — 8,7 %.